# Kursy Handlowe Żeńskie J. Siemiradzkiej

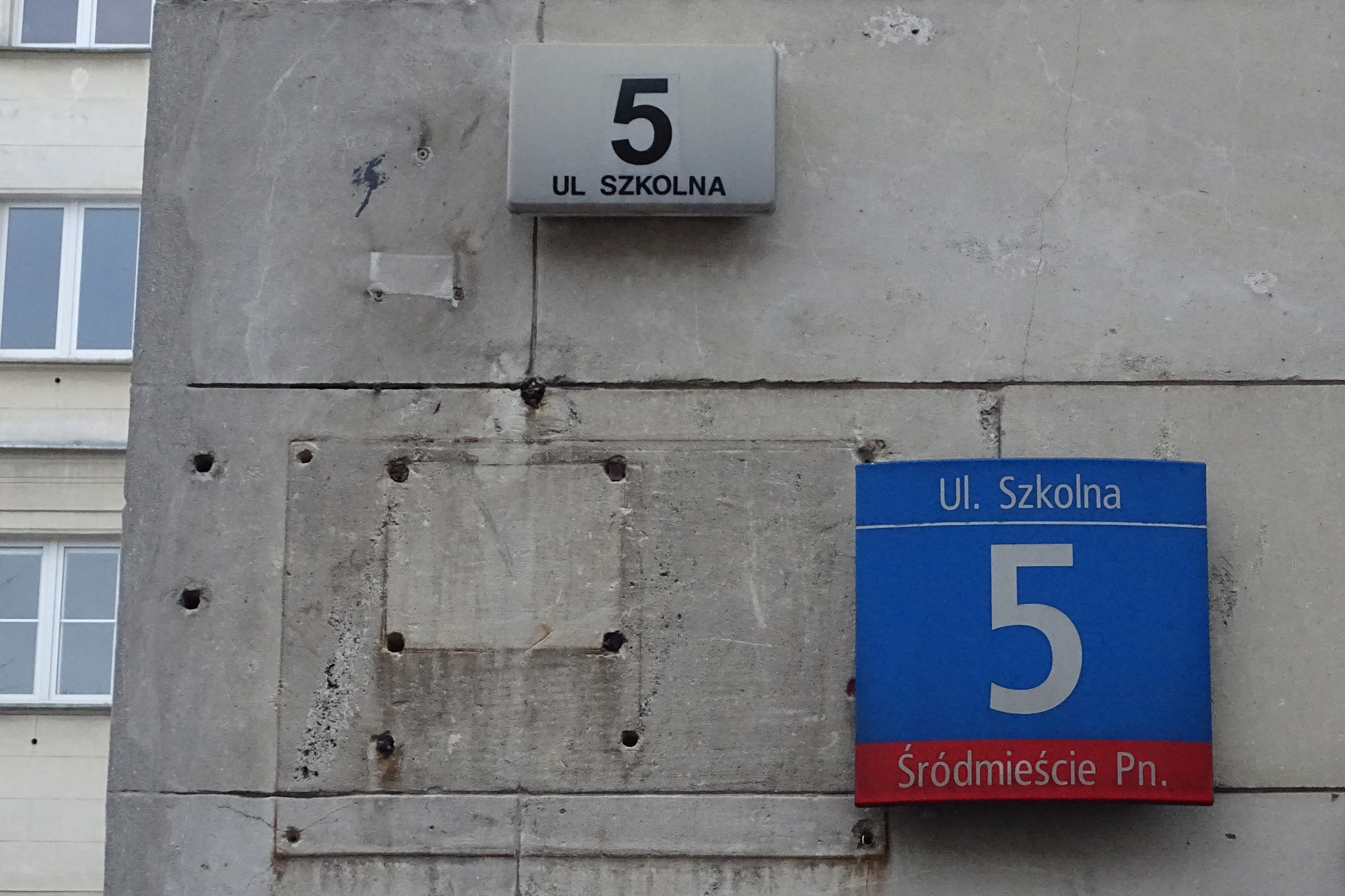
Przy Szkolnej nr 5 znajdowało się jedno z wejść do szkoły Siemiradzkiej

Kursy Handlowe Żeńskie J. Siemiradzkiej, od 1908 Wyższe Kursy Handlowe Żeńskie Józefy Siemiradzkiej w Warszawie – prywatna szkoła wyższa o profilu handlowym działająca w Warszawie od 1897 do 1918 r., założona i prowadzona przez Józefę Siemiradzką.
Inicjatorką, organizatorką i właścicielką oraz kierującą szkołą od początku jej założenia do rozwiązania była Józefa Siemiradzka, absolwentka wyższych kursów dla kobiet w Petersburgu. Ze względów formalnych na stanowisko dyrektora uczelni zatrudniała mężczyzn. W roku 1897 uzyskała koncesję od władz rosyjskich na założenie szkoły handlowej i tegoż roku placówka pod nazwą Kursy Handlowe Żeńskie J. Siemiradzkiej rozpoczęła nauczanie w Warszawie. Była to płatna, dwuletnia szkoła dla dziewcząt mających ukończone 15 lat i średnie wykształcenie lub mogących przy przyjęciu zdać egzamin z zakresu szkoły średniej. Do 1908 r., oprócz właściwych kursów pierwszego i drugiego roku, prowadzono zawsze dodatkowy roczny kurs przygotowawczy dla uczennic, które nie miały ukończonej szkoły średniej. Dwuletni kurs nauki przewidywał przedmioty ogólne z fizyki, geografii, nauk przyrodniczych, kaligrafii, różnych działów matematyki oraz obowiązkowe cztery języki: polski, rosyjski, francuski i niemiecki. Ponadto można było dodatkowo uczyć się języka angielskiego i stenografii. Z przedmiotów zawodowych nauczano prowadzenia korespondencji we wszystkich ww. czterech obowiązkowych językach, arytmetyki handlowej i geografii handlowej, towaroznawstwa z chemią, buchalterii, ekonomii politycznej oraz prawa. Elementem edukacji był także wizyty uczennic w różnych przedsiębiorstwach i fabrykach, celem praktycznego zapoznania się z ich funkcjonowaniem. Nauka kończyła się egzaminem końcowym. Przy szkole działał internat.
W roku 1908 zreformowano szkołę, likwidując kurs przygotowawczy, dodając trzeci rok nauki i nowe przedmioty, w tym statystykę, wykłady nt. szczegółowych dziedzin prawa, skarbowość i bankowość. W związku z reformami zmieniono też nazwę placówki na Wyższe Kursy Handlowe Żeńskie Józefy Siemiradzkiej w Warszawie. Jednocześnie spowodowało to spadek liczby studentek, co wynikło z podwyżki czesnego ze 120 rubli do 150 rubli rocznie, konieczności opłacania nauki przez trzy lata a nie dwa, a także ze zmian emancypacyjnych - coraz więcej uniwersytetów na ziemiach polskich przyjmowało na studia kobiety. Wszystkie te czynniki istotnie pogorszyły sytuację finansową szkoły, a dalsze poważne pogorszenie przyniósł wybuch I wojny światowej. Celem pomocy szkole założono w roku 1913 Warszawskie Towarzystwo Handlowego Wykształcenia Kobiet, które pozyskiwało środki na zapomogi dla szkoły, a ponadto pomagało znaleźć pracę absolwentkom. Działało ono do 1918. Podjęte działania nie przyniosły trwałej poprawy sytuacji i w efekcie w roku 1918 J. Siemiradzka podjęła decyzję o likwidacji szkoły. Słuchaczki, które w tym czasie były jeszcze w trakcie nauki otrzymały możliwość przejścia do warszawskiej Wyższej Szkoły Handlowej, która właśnie od roku akademickiego 1917/1918 zaczęła przyjmować kobiety.
Szkoła Siemiradzkiej przynajmniej raz zmieniła lokalizację. Dokumenty z lat 1897 i 1905 podają jako siedzibę placówki ul. Marszałkowską 140 (z wejściem również od ul. Szkolnej 5), a dokumenty z 1908, 1909 i 1914 - ulicę Świętokrzyską 30. 
W okresie od powstania szkoły do roku 1917 naukę na I kursie podjęło 806 uczennic, z tego absolwentkami ze świadectwem końcowym zostało 446 dziewcząt, w tym 120 ukończyło szkołę trzyletnią. Większość absolwentek znajdywała pracę w zawodzie, np. wśród 326 kobiet, które ukończyły naukę w latach 1897 - 1910 w zawodzie pracowały 224 panie, 12 zostało nauczycielkami, a 16 podjęło studia na uczelniach wyższych.
W roku 1929 rozporządzenie Rady Ministrów trzyletnie Kursy Handlowe Żeńskie J. Siemiradzkiej uznano za szkołę wyższą, co skutkowało uznaniem dyplomu absolwentek z lat 1911 - 1919 za dokumentujący wykształcenie wyższe z zakresu studiów handlowych.
Grono pedagogiczne
Szkoła zatrudniała dość liczną kadrę, np. w roku 1896 nauczało tam 22 nauczycieli. Wykładowcami na Kursach Handlowych byli m.in.: Władysław Andrychiewicz, Antoni Bogucki, Stanisław Bukowiecki, Stanisław Kramsztyk, Edward Lipiński (od 1916), Marian Massonius, Tomasz Ruśkiewicz (dyrektor szkoły), Józef Dionizy Szczepański (dyrektor szkoły), Stefan Woyzbun i August Zieliński (dyrektor szkoły), ponadto Jadwiga Jahołkowska.
Absolwentkami szkoły były m.in.:
- Halina Kacicka[27]
- Helena Nynkowska (ukończyła w 1900)[28]
- Aleksandra Szczerbińska, późniejsza żona Józefa Piłsudskiego (ukończyła w 1903)[29]

W roku 1925 J. Siemiradzka wraz z niektórymi byłymi uczennicami i nauczycielami jej szkoły założyła "Stowarzyszenie b. Słuchaczek Kursów Handlowych Żeńskich J. Siemiradzkiej w Warszawie", które m.in. doprowadziło do uznania przez państwo dyplomów trzyletnich Kursów za równoważne ukończeniu szkoły wyższej oraz organizowało zjazdy absolwentek i kadry, ostatni z nich miał miejsce w 1935.